# Génave
Génave es un municipio y localidad de España, en la provincia de Jaén, comunidad autónoma de Andalucía, perteneciente a la comarca de Sierra de Segura. Tiene una extensión superficial de 63,5 km², y una población de 547 habitantes (INE 2024). Se encuentra localizado al norte de la sierra de Segura, en la separación entre ésta y Sierra Morena, en las estribaciones de la sierra de Alcaraz. El municipio forma parte del parque natural de la Sierra de Cazorla, Segura y Las Villas.

## Geografía física

### Situación
Integrado en la comarca de Sierra de Segura, se sitúa a 145 kilómetros de la capital provincial. El término municipal está atravesado por la carretera nacional  N-322 , entre los pK 233 y 239, además de por carreteras locales que permiten la comunicación con Villarrodrigo, Torres de Albanchez y Albaladejo. 
| Noroeste: Orcera (exclave)   | Norte: Siles (exclave) y Villarrodrigo | Noreste: Villarrodrigo       |
| Oeste: Orcera (exclave)      |                                        | Este: Torres de Albanchez    |
| Suroeste La Puerta de Segura | Sur: La Puerta de Segura               | Sureste: Torres de Albanchez |

### Orografía
Su paisaje lo configuran un amplio valle de laderas asimétricas y relieves alomados coronados por el Picazo (1295 metros). Por su término discurre el río Herreros y algunos arroyos como el Culebras y el Cambrón. La altitud oscila entre los 1295 metros al este, en el límite con Torres de Albanchez, y los 640 metros a orillas del río Herreros. El pueblo se alza a 833 metros sobre el nivel del mar. 
Red geodésica
| Término municipal | Punto geodésico | Altitud   | Número | Hoja MTN | Coordenadas                     |
| ----------------- | --------------- | --------- | ------ | -------- | ------------------------------- |
| Génave            | Picazo          | 1.295,061 | 86546  | 865      | 38°26′N 2°44′O / 38.433, -2.733 |

### Geología
El parque natural de las sierras de Cazorla, Segura y las Villas corresponde geológicamente al Prebético de las Zonas Externas de la Cordillera Bética. Esto significa que en su origen constituyó de forma general un dominio de plataforma marina, donde fueron depositándose los materiales que hoy componen estas sierras.
El Prebético es el dominio tectonopaleogeográfico más externo y de estructura más simple de la Cordillera Bética. En él se diferencian dos zonas claramente diferenciadas, en función de su cercanía a la antigua línea de costas, lo que se manifiesta en la naturaleza de sus materiales. Contacta por el W y SW con los materiales de la depresión del Guadalquivir, por el N con los materiales triásicos tabulares de la Meseta, por el este con el Subbético (cabalgante) y por el S con la Depresión de Huéscar y Baza.
Durante la mayor parte de su historia geológica, estas sierras constituyeron un dominio de plataforma adyacente al continente, en el que predominantemente se depositaron materiales carbonatados. A esta plataforma también accedieron sedimentos terrígenos procedentes del Macizo Ibérico, que en algunas épocas pudieron expandirse por la mayor parte del dominio. Durante gran parte del Cretácico los sectores más externos fueron sometidos a emersión y erosión. Las potencias de los materiales aumentan en las series hacia los sectores más internos, geográficamente más al este, lo que refleja un aumento de la velocidad de subsidencia que determina la desaparición del zócalo en profundidad (situado entre 5-8 km de profundidad).
La zona basal de las sierras está constituida por el Trías, que aparece a lo largo del contacto entre el Prebético externo e interno. Aparecen areniscas, margas y calizas triásicas dolomitizadas, de tonalidades rojizas, ampliamente representadas en la sierra de Segura (Beas de Segura, Génave, La Puerta de Segura, Torres de Albanchez, Orcera y Siles). El Trías que aparece en la sierra de Cazorla es de naturaleza margosa y se localiza en el valle del río Guadalquivir, desde el embalse del Tranco hasta su cabecera. En la sierra del Pozo, cerca de Hinojares también hay un afloramiento triásico. Estos materiales se encuentran en la base de toda la Zona Externa de la Cordillera Bética, y sobre ellos se depositan los materiales de la plataforma, instalada aquí a partir del Lías. Durante las fases orogénicas, el Trías de naturaleza evaporítica, actúa como nivel de despegue y deslizamiento, a partir del cual se producen los cabalgamientos de una unidades sobre otras.
La mayor de los materiales que forman las sierras son de edad mesozoica y entre estos se pueden establecer, de forma general, varios ciclos sedimentarios. En la siguiente tabla se observan los ciclos más importantes del Prebético a lo largo del Mesozoico. En el Prebético Externo, existe una gran laguna estratigráfica que va desde el Jurásico medio hasta casi el Cretácico superior y que representa épocas de no sedimentación, ya que esta zona (la más cercana al continente) estuvo emergida durante gran parte del tiempo. También se observa claramente como los distintos ciclos sedimentarios representan transgresiones y regresiones marinas, por lo general una mayor expansión de los materiales hacia la sierra de las Cuatro Villas indica un nivel del mar más alto.

## Naturaleza

### Flora y fauna
Génave se encuentra al norte del parque natural de Cazorla, Segura y las Villas a unos 835 metros de altitud.
Hacia el sur, se encuentra el cerro de los Palancares con abundantes plantaciones de olivar, quejigos, encinas, pinares y romero.
Al norte del término, se encuentra un monte, el Cuarto del Ardal en el que predominan las encinas, junto con retama, espino albar, rosas silvestres, enebro, hiedra y madreselva.
En lo que respecta a la fauna, predominan las aves; la más frecuente en los encinares es el carbonero común. Entre las aves rapaces, destacan el cernícalo vulgar y el ratonero común. En los prados y matorrales es frecuente la totovía y la cogujada común.

## Historia

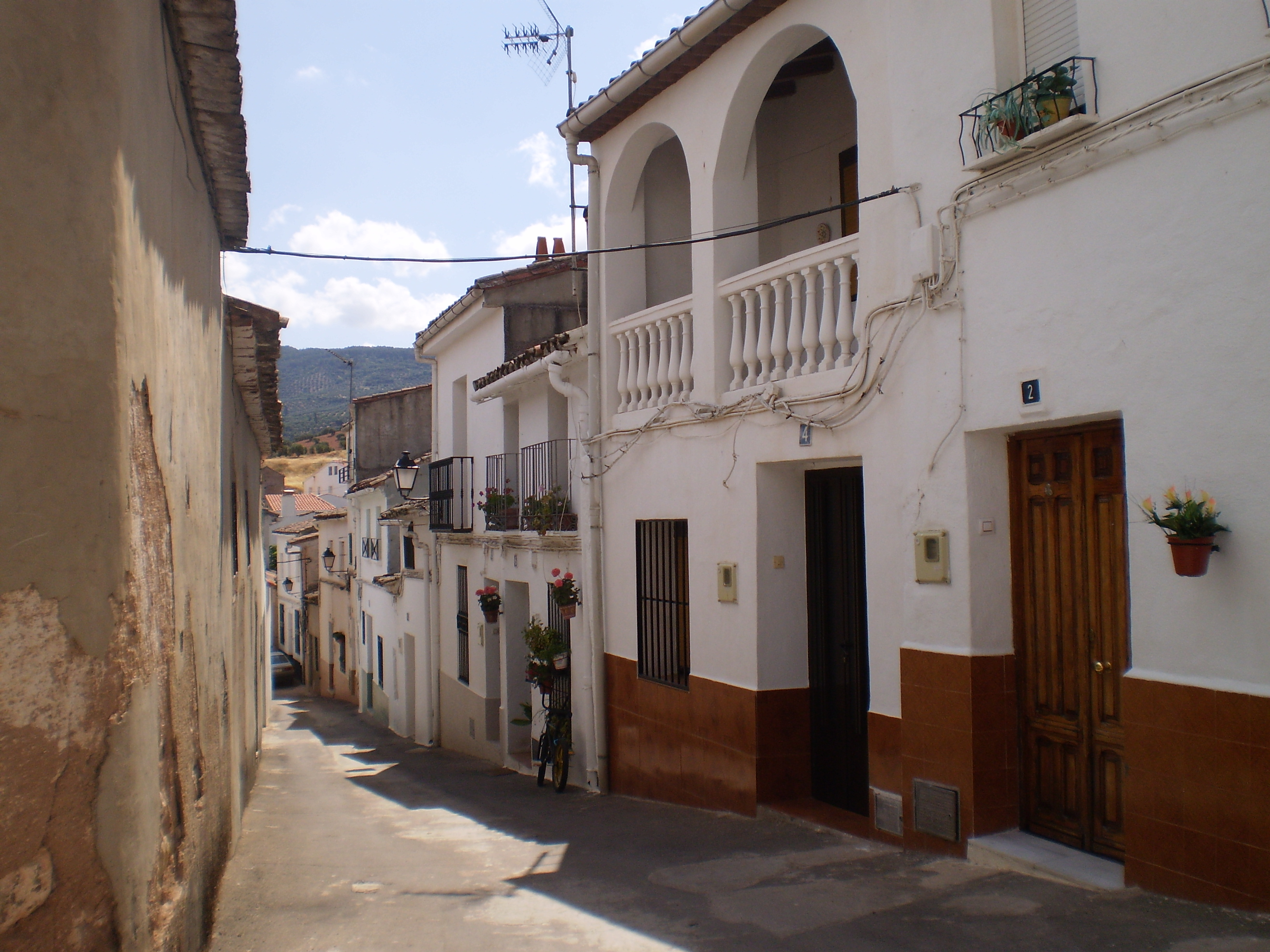
Vista de la calle Albaicín de Génave.

La ubicación de Génave en una encrucijada natural explica que haya sido siempre corredor de unión entre la alta Andalucía y el Levante peninsular. Entre otros restos de infraestructuras viarias, se conserva un tramo de calzada romana de los siglos I y II, con una longitud aproximada de unos 100 m y una anchura de 3 m en la que la técnica constructiva, los materiales empleados y la homogeneidad de la obra evidencian su autoría, con losas de grandes dimensiones. Algunos parajes muy próximos, se han visto de nuevo utilizados en la actual carretera nacional 322 de Bailén-Albacete
Queda por determinar el papel que jugaría esta vía en el esquema de comunicaciones de época romana entre la Bética y Levante, barajándose La hipótesis de que se pueda tratar de La calzada existente entre Cástulo y Saetabis.
Una posición estratégica junto a las vías que discurrían por los valles del Guadalimar y el Guadalmena, determinó que entre los siglos XI-XIII, ante el avance de los ejércitos cristianos por tierras manchegas, los musulmanes emprendieran un sistemático programa de fortificación.
Aún existe en el centro de la población actual una Torre que servía de refugio, hoy es conocida como La Torre de la Tercia.
La Torre de la Tercia
Lugar donde se recaudaban los impuestos que se pagaban a la iglesia. Fernando III, entre 1235 y 1239, adscribió el emplazamiento rural de Génave a la Encomienda de la Orden de Santiago de Segura de la Sierra. Posteriormente, tuvo que soportar razias de tropas sarracenas, por lo que la población disponía de un castillo para refugiarse, levantado por los cristianos entre los siglos XIII y XIV, en sustitución del antiguo hisn árabe. De aquel castillo, enclavado en la plaza del pueblo, permanece su torre del Homenaje, conocida como el torreón de la Tercia, de impresionante estructura cúbica.   Según don Francisco León, comendador de Bastimentos del Campo de Montiel, en su relación de la visita efectuada a la Encomienda en 1468 por mandato de don Juan de Pacheco, marqués de Villena y maestre de Santiago, señala: "ay otro lugar llamado Xenave, con otra torre muy buena que tiene dos bóvedas de cal y canto donde retraen los del lugar quando vienen los moros.
Según Juan Eslava Galán, podría identificarse con la torre de homenaje de un pequeño castillo bajomedieval de mampostería irregular, que pudo sustituir a una antigua fortaleza islámica.
La torre, de casi 11 m de lado, tiene base cuadrada y a su interior se accede por una escalera. Se articula en dos pisos cubiertos por bóveda de medio cañón apuntado y en la estancia superior presenta una amplia ventana cubierta, en este caso, por bóveda apuntada. Los aposentos y la azotea se comunicaban interiormente por una escalera inserta en el muro.
A 3 Kilómetros del pueblo en dirección a Ciudad Real se localizan los restos de otra fortificación denominada Torre de la Laguna o Zarracotín.
Torre de la Laguna o Zarracotín
Aunque al igual que Torres de Albanchez no aparece recogido en la relación de lugares conquistados por Fernando III, este núcleo pasaría a manos cristianas entre 1235 y 1239.
A principios del siglo XIII, era un pequeño asentamiento rural. Tras la reconquista fue entregado a la Orden de Santiago, integrándose dentro de las posesiones de la Encomienda de Segura.
En 1551 fue declarado villa por Felipe II. En 1580 se regirá por las ordenanzas y formará parte de la provincia marítima a partir del XVIII.
En la Villa de Génave se encuentra el Ayuntamiento. Entre los monumentos religiosos destaca la iglesia parroquial de la Inmaculada, con portada del siglo XIII, reformada y ampliada en el siglo XVI, achicándose el pórtico. La portada, Puerta Falsa, de estilo renacentista, presenta la Cruz de la Orden de SantiagoConstrucción defensiva en las proximidades del cortijo del Moralico de Arriba y junto a la laguna del Pizorro o Zarracotín como también se la denomina. Se accede a través de un camino en mal estado que parte de la N-322.
La Torre del Zarracotín o de La Laguna se asienta sobre un afloramiento rocoso que domina buena parte del terreno circundante. Es una construcción híbrida de calicanto algo ripiada y mampostería gruesa de la que queda una torre de planta rectangular de 6,25 m por 4,40 m en cuyo interior se observan huellas de hasta dos aposentos superpuestos, el de arriba apoyado sobre vigas. En torno a la torre se ven restos de muros y mucha piedra suelta que podría corresponder al recinto que la rodeaba.
De autoría cristiana, debía cumplir funciones de atalaya y control de los campos que la rodean en momentos de frecuentes hostilidades y aparece mencionada en la relación de 1575 que habla de una torre de la Alventosa situada al norte de Génave, "... lugar do mataron a don Beltran e nunca lo echaron de menos hasta los puertos pasar".
Iglesia parroquial de la Inmaculada Concepción
Se inició en el siglo XIII con características góticas y en los siglos siguientes se configuró la mayor parte de fábrica según la iconografía artística del Renacimiento, finalizaron las obras en el XVIII en estilo barroco.
De nave rectangular, estructurada en cinco tramos con arcos sobre semi-pilares. Techo de madera y cubierta a dos aguas. A los lados se abren capillas de medio cañón. Es de una sola nave con techumbre de par e hilera sobre arcos apuntados diafragma apoyados en pilares. El lado derecho presenta cuatro capillas cubiertas con medio cañón. En el lateral izquierdo hay una capilla-hornacina. Al presbiterio se accede por arco toral de medio punto y está cubierto con bóveda de medio cañón con lunetos. Del exterior destaca la torre, cuadrada, de estilo renacentista, al igual que su portada plateresca y pórtico de entrada, de las que sobresale la del Evangelio.

## Geografía humana

### Demografía
Cuenta con una población de 547 habitantes (INE 2024).
| Gráfica de evolución demográfica de Génave entre 1842 y 2021                                                                                                |
| |
| Población de derecho según los censos de población del INE Población de hecho según los censos de población del INEEn este censo se denominaba Génabe: 1857 |

## Economía
Resaltamos que Génave es pionera en España en la elaboración de aceite ecológico. No se emplean insecticidas para combatir las plagas. El aceite se vende bajo la marca de Oro de Génave. El municipio forma parte de la zona de producción de un producto que sobresale por su calidad: el Aceite de Oliva Virgen Extra. Se comercializa con la etiqueta de calidad de: La Denominación de Origen Sierra de Segura.
La variedad dominante en la zona de producción es la Picual, las otra variedades acogidas a la Denominación de Origen son: Verdala, Royal y Manzanillo de Jaén. La variedad Picual constituye el 97% de los olivares de la zona. Los árboles son muy vigorosos, con ramos algo cortos y con tendencia a producir ramificaciones en brindillas.
Sus frutos, de 2,5 a 3,5 gramos, tienen un rendimiento en aceite del 21 al 25%.
Es una variedad con buena resistencia a las enfermedades criptogámicas, siendo muy resistentes a las bajas temperaturas.

### Evolución de la deuda viva municipal
| Gráfica de evolución de Deuda viva del Ayuntamiento de Génave entre 2008 y 2021                                |
| |
| Deuda viva del Ayuntamiento de Génave en miles de Euros según datos del Ministerio de Hacienda y Ad. Públicas. |

## Símbolos
Escudo

Cuartelado en cruz: I: En oro, una hacha o segur, puesta en palo, de su color. II: En azur, un pino de sinople sobre terraza, al natural. III: En plata, un león rampante de gules. IV: En azur, una llave de oro, puesta en palo, con el ojo mirando al jefe. Sobre el todo, una cruz de Santiago de oro. Contorno hispano-francés y timbre de corona de infante, a sustituir, siguiendo la normativa en vigor, por el contorno español y la corona real cerrada.

## Organización político-administrativa

### Elecciones municipales
| Elecciones municipales desde 1979                      |      |      |      |      |      |      |      |      |      |      |      |      |
|                                                        | 1979 | 1983 | 1987 | 1991 | 1995 | 1999 | 2003 | 2007 | 2011 | 2015 | 2019 | 2023 |
| PSOE                                                   | 5    | 6    | 6    | 6    | 5    | 6    | 5    | 6    | 4    | 6    | 6    | 5    |
| AP/PP                                                  | -    | 1    | 1    | 1    | 2    | 1    | 2    | 1    | 3    | 1    | 1    | 2    |
| PCE/IU                                                 | 0    | -    | 0    | -    | 0    | -    | -    | -    | -    | -    | -    | -    |
| UCD                                                    | 2    | -    | -    | -    | -    | -    | -    | -    | -    | -    | -    | -    |
| En negrilla el partido más votado                      |      |      |      |      |      |      |      |      |      |      |      |      |
| Fuente: Datos de las elecciones municipales desde 1979 |      |      |      |      |      |      |      |      |      |      |      |      |

### Alcaldía
| Periodo   | Nombre                    | Partido |
| --------- | ------------------------- | ------- |
| 1979-1983 | Manuel Cortés Ballesteros |         |
| 1983-1987 | Antonio Fiérrez Casas     |         |
| 1987-1991 | Antonio Fiérrez Casas     |         |
| 1991-1995 | Antonio Fiérrez Casas     |         |
| 1995-1999 | Antonio Fiérrez Casas     |         |
| 1999-2003 | Antonio Fiérrez Casas     |         |
| 2003-2007 | Antonio Fiérrez Casas     |         |
| 2007-2011 | Juan Pedro Samblás Mañas  |         |
| 2011-2015 | Juan Pedro Samblás Mañas  |         |
| 2015-2019 | Jaime Aguilera Samblás    |         |
| 2019-2023 | Jaime Aguilera Samblás    |         |
| 2023-act. | Jaime Aguilera Samblás    |         |

## Cultura

### Fiestas
- San Antón (17 de enero). En honor de San Antón y en el anochecer del día anterior se prenden las populares Luminarias donde se baila, se bebe Cuerva y algún valiente se atreve a saltarlas. El día del santo se celebra una misa en la que antiguamente se bendecía a las bestias y después su imagen recorría el extrarradio de la localidad.

- Carnaval (febrero). Como en la mayoría de las localidades que celebran esta festividad, la gente se disfraza y participa en un pasacalles por todo el pueblo, acompañados por la banda de música. Además, los niños del colegio suelen componer chirigotas.

- San Isidro (15 de mayo). Es costumbre sacar en procesión la imagen de dicho santo en su día, para que proporcione buenas cosechas a los agricultores

- San Marcos (25 de abril). El santo torero de la sierra también tiene su hueco en las celebraciones Genaveras. Se le homenajea yendo al campo a comer (los lugares más comunes son el recinto de la ermita y el puente). La tradición manda que se coman los Roscos de San Marcos que incluyen como adorno un huevo duro que ha de estrellarse en la frente de algún amigo. La culminación de este día es Atar el Diablo, que consiste en hacer un nudo en una retama para que el diablo no importune el resto del año.

- Romería de la Virgen del Campo (último sábado de mayo). De reciente creación, en esta fiesta en honor de la Virgen del Campo los genaveros se trasladan caminando detrás de su imagen hasta su ermita situada en el Pizorro Rodeo (frente al Puente Herreros), allí se celebra una misa en su honor y una comida en su entorno. El regreso de la imagen de la Patrona también se hace caminando. El recorrido va acompañado de la banda de música Los Pizarrines.

- Semana Cultural (tercera semana de agosto). Durante una semana, se realizan actividades culturales preparadas por algunos vecinos: exposiciones, concursos, bailes, teatros, degustaciones de comidas típicas.

- Día de la Virgen del Campo (8 de septiembre). En este día de fiesta local se acompaña a Nuestra Patrona con una misa festiva y una procesión por las calles de la localidad.

- Fiestas patronales en honor de la Virgen del Campo, del 23 al 26 de septiembre.

Encierros de Génave
Durante la semana cultural en agosto y los días de las fiestas patronales en septiembre en Génave se da lugar sus encierros. Los encierros camperos y naturales de Génave tienen una característica peculiar y distintiva de los demás, acontecen en su mayor parte por medio del campo con las reses en libertad. Las reses son guiadas por los gañanes y los cabestros desde un cortijo cercano (5 km aprox) hasta el núcleo urbano. Las reses no suelen ser toros, sino vaquillas que dan más juego y suelen escaparse. El encanto de los encierros es que los genaveros acuden al campo a pie, coche, bicicleta o moto, y si la vaquilla se escapa, hay que salir corriendo hacia donde sea, pues en medio del campo no hay barreras, solo olivos. Una vez las vaquillas llegan a la entrada del pueblo, empieza el encierro más habitual en el resto de España, el que se da por las calles; pero a veces las vaquillas pueden darse la vuelta y volver al campo. Los encierros son dinámicos y tienen una larga duración con las vaquillas en libertad por el campo y las calles.

### Gastronomía
En la gastronomía de Génave, destacan los platos elaborados de los productos de sus matanzas, como el ajopringue que es elaborado con el hígado del cerdo cocido y molido, y la morcilla blanca elaborada con carne magra del cerdo y carne de gallina o pavo, miga de pan, huevos batidos y especias.
Este municipio tiene unos platos propios para sus fiestas; así para la Fiesta de San Antón es tradicional un lebrillo de "cuerva" que consiste en vino, azúcar, agua y frutas, bebida que es acompañada con unas deliciosas patatas asadas, para la Fiesta de San Marcos, es tradicional una caldereta de cordero y para las fiestas patronales es costumbre en el término de Génave, matar un novillo y adobar su carne para freírla o hacerla en caldereta. En la Fiesta de los Santos no faltan las gachas dulces con tostones.
La gastronomía de Génave es la típica de la sierra de Segura: Migas de harina, Migas de pan, Ajo de harina con Guíscanos, Gachamiga, Andrajos, Ajopringue, Ajoatao, Pipirrana y  Galianos. En repostería cuentan con de Hornazos, flores, Roscos fritos, tortas de garbanzos, Tortas de Manteca, Panetes de Semana Santa y borrachuelos. Además elaboran licores caseros como la mistela, el pacharán y el licor de moras.

## Deportes
Las categorías inferiores de fútbol hacen de este pueblo uno de los más prolíficos de las sierra de Segura.